# Test del sesso
Il test del sesso, in ambito sportivo, consiste in un'indagine medica atta a stabilire il sesso di un atleta, allo scopo di certificare il diritto di questi a partecipare alle competizioni riservate ad uno dei due sessi. Questo test è effettuato solo su richiesta, e generalmente in seguito ad un ricorso, nei casi in cui il genere di appartenenza di un atleta desti sospetti.

## Storia
Il test del sesso nasce nel 1966; negli anni precedenti, diverse medaglie olimpiche furono vinte da atlete che presentavano un aspetto fisico simile a quello maschile. Per escludere la possibilità che le partecipanti appartenessero effettivamente al sesso maschile, prendendo parte a gare destinate a quello femminile, fu reso obbligatorio il primo test del sesso durante i campionati europei di atletica leggera a Budapest.
Il test, o esame fisico, consisteva in un comitato di dottori che procedevano ad esaminare i genitali del paziente per confermarne il sesso. L'anno successivo l'esame fisico venne sostituito da un test dei cromosomi, più preciso e affidabile.
Nel 2011 venne introdotto un nuovo tipo di test del sesso: il limite di testosterone pari a 10 nmol/l. Questa nuova tecnica gravò pesantemente su quelle atlete di sesso femminile con un livello di testosterone naturalmente alto. A causa delle controversie avvenute successivamente, il limite venne abbassato a 5 nmol/l nel 2018.

## Fondamento scientifico
Il test del sesso è utile per garantire un'equità tra concorrenti, in quanto i maschi hanno un vantaggio prestazionale rispetto alle donne che varia in base alla disciplina e che va dal 10 al 50%.
lo squilibrio si manifesta a partire dalla pubertà, e viene parzialmente mantenuto anche a seguito di transizione di genere: studi che hanno esaminato gli effetti della soppressione del testosterone sulla massa muscolare e la forza nelle donne transgender mostrano costantemente cambiamenti molto modesti, in cui la perdita di massa magra, l'area muscolare e la forza ammonta in genere a circa il 5% dopo 12 mesi di trattamento. Il vantaggio muscolare di cui godono le donne transgender è solo minimamente ridotto quando il testosterone è soppresso.
Il vantaggio prestazionale tra uomini e donne viene acuito con il prolungarsi dell'attività agonistica, come evidenziato nel secondo tempo delle competizioni calcistiche della UEFA Champions League.
Alcuni studi hanno evidenziato come la resistenza alla presa assoluta della mano tra gli atleti transgender maschili e femminili era simile (TM 38,8±7,5 kg, TW 40,7±6,8 kg), mentre quello delle atlete femminili era inferiore (34,2±3,7 kg) e quello degli atleti maschili è maggiore (45,6±6,5 Kg)
Dopo 15 anni di dati, osservazioni e informazioni raccolte direttamente dagli atleti DSD (Disturbi della differenziazione sessuale) nel sport, la World Athletics ha evidenziato come alti livelli di testosterone forniscano un vantaggio ingiusto nella categoria femminile, e che sono necessarie delle linee guida sulle soglie del testosterone (soglie che possano risultare ragionevoli e proporzionate nell'obiettivo di proteggere l'integrità della categoria femminile). È stata così approvata una nuova versione del regolamento, con applicazione a partire dal 31 marzo 2023.

## Casi nello sport

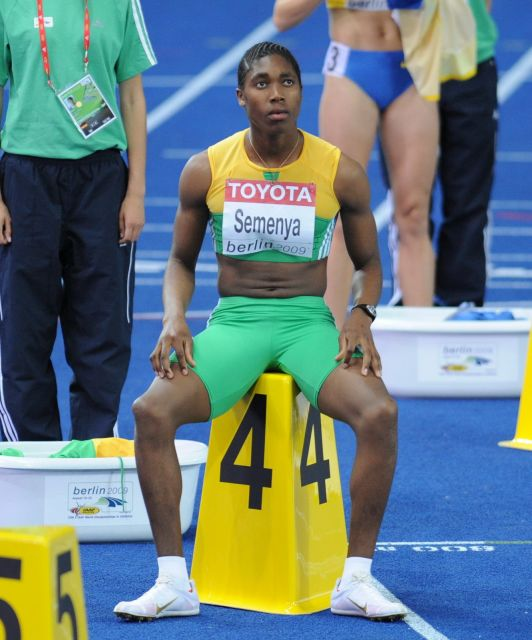
L'atleta sudafricana Caster Semenya

Non sono rari i casi in cui le prestazioni di un'atleta di genere femminile abbiano destato sospetti in relazione all'apparente mascolinità della donna.
- Ewa Kłobukowska, atleta polacca vincitrice di una medaglia d'oro ai Giochi olimpici di Tokyo 1964 e in seguito squalificata per aver fallito il test dei cromosomi
- Dutee Chand, velocista indiana fallisce il test del testosterone nel 2014 ma in seguito a un ricorso viene riammessa a gareggiare in ambito femminile[9]
- Caster Semenya, sudafricana vincitrice degli 800 metri piani ai Campionati mondiali di atletica leggera 2009 a Berlino, sulla quale vennero avanzati sospetti per la sua apparente mascolinità. Le fu vietato di gareggiare dalla IAAF a causa degli elevati livelli di testosterone. Successivamente l'atleta si rivolse al Tribunale federale svizzero dello sport potendo ufficialmente riprendere la sua carriera sportiva.[10]
- Irina e Tamara Press, sorelle sovietiche pluricampionesse olimpiche, la loro carriera si interruppe allorché fu introdotto il test nel 1966[11]